# Umzugsunternehmen

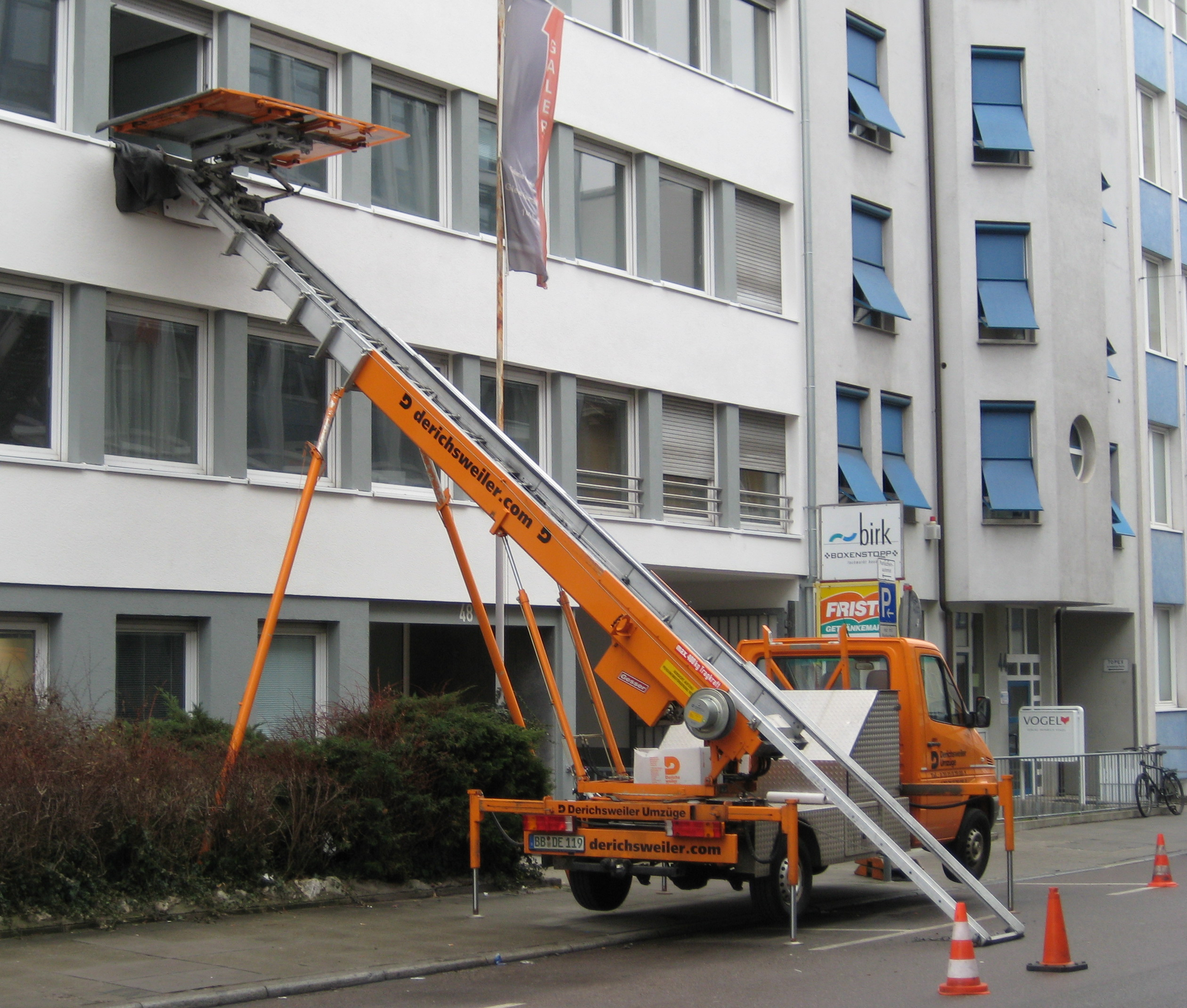
Umzugsunternehmen mit Möbellift

Ein Umzugsunternehmen ist ein Unternehmen, das sich darauf spezialisiert hat, Umzüge zu organisieren und durchzuführen. Es kümmert sich je nach Art und Umfang des Auftrags um Verpackung, Verladung, Transport und Entladung der Einrichtung und ihre Aufstellung in der neuen Wohnung oder in den Büros. Zum regulären Leistungsumfang eines Umzugsunternehmens gehören auch die De- und Remontage von Möbeln und Küchen sowie einfache Elektro- und Wasseranschlüsse.
Viele professionelle Umzugsunternehmen haben sich auf verschiedene Teilbereiche spezialisiert. Dies sind insbesondere Seniorenumzüge, bei denen der Unternehmer dem Auftraggeber möglichst ein großes Leistungsspektrum anbietet, um Entlastung für den Auftraggeber zu schaffen. Firmenumzüge, bei denen der Unternehmer sich hauptsächlich auf Kunden spezialisiert hat, die ihren Firmensitz verlagern oder innerhalb des Unternehmens Umzugsdienstleistungen erforderlich sind. Zur Gruppe der Privatumzüge zählen grundsätzlich alle Umzüge, die im privaten Sektor durchgeführt werden, auch wenn sie teils beruflich veranlasst sind. Hierbei liegt die Spezialisierung der Unternehmen in der Art und des Umfangs der Dienstleistung, die von Auftraggeber gewünscht ist. Speziell bei Privatumzügen bietet der Unternehmer ein großes Spektrum an Leistungen von einfachen Montagen, bis hin zu komplizierten Küchenumbauten durch meist eigene Schreiner an.
Die Spitzenorganisation der deutschen Umzugsunternehmer ist der Bundesverband der Möbelspedition und Logistik. Die Unternehmen gliedern sich wiederum in insgesamt 18 regionale Landesverbände mit über 800 Unternehmen der Speditions- und Logistikbranche.
Transportunternehmen, die Umzüge mit Fahrzeugen über 3,5 Tonnen durchführen, benötigen in Deutschland eine Lizenz. Die gesetzlich vorgeschriebene Grundhaftung beträgt 620 Euro pro Kubikmeter Umzugsvolumen. Die Gesamthaftungssumme ergibt sich somit aus dem gesamten Ladevolumen des Umzugs. Unternehmen, die nur mit kleinen Transportern mit einem zulässigen Gesamtgewicht von bis zu 3,5 Tonnen (die sogenannte „Sprinter-Klasse“) unterwegs sind, unterliegen meist nicht den Regelungen des Güterkraftverkehrsgesetzes. Diese Unternehmen sind daher auch nicht zu einer Versicherung verpflichtet. Die Haftungsregeln des Gesetzes laufen hier ins Leere.
Seit Anfang 2006 werden haushaltsnahe Dienstleistungen vom Gesetzgeber begünstigt. Maximal akzeptiert das Finanzamt 3000 Euro Kosten für Möbelpacker und/oder Transportleistungen, davon sind z. B. aber Verpackungsmaterialien und Leihfahrzeuge ausgenommen. Es könnten dann 20 % – maximal also bis zu 600 Euro – pro Jahr steuermindernd geltend gemacht werden.

## Qualitätskriterien
Hinsichtlich der Qualität der Leistungen haben sich im Bereich der Möbellogistik im deutschen Raum bestimmte Standards etabliert, die teils gesetzlicher Natur, teils von den Verbänden selbst aufgelegt worden sind. Zu den gesetzlichen Vorgaben zählen beispielsweise Allgemeine Deutsche Spediteurbedingungen (ADSp), denen das Speditionsgeschäft unterliegt.
Weitere, selbstauferlegte Pflichten gehen von den größeren deutschen Kooperationsgemeinschaften und Verbänden aus. Die Qualitätsziele hat sich die Branche mit dem AMÖ-Zertifikat „das rollende Känguru“ selbst definiert und umgesetzt, dabei sind die Spediteure angehalten neben dem Einsatz von geschultem Personal, auch hochwertige Verpackungen zu verwenden und einen geeigneten, modernen Fuhrpark einzusetzen.
Der Bundesverband der Möbelspedition und Logistik definiert mit seinen „zehn Geboten“ eindeutige Vorgaben für seine Mitglieder, die die Möbelspediteure beispielsweise verpflichten, nach den Grundsätzen eines ordentlichen Kaufmanns zu arbeiten, übersichtliche Angebote zu erstellen, über Versicherungs- und Haftungsbestimmungen zu informieren, in allen Bereichen entsprechend geschultes Fachpersonal einzusetzen, umweltverträgliches Verpackungsmaterial zu verwenden und bei Meinungsverschiedenheiten mit dem Kunden dem Spruch der Einigungsstelle der AMÖ zu folgen.

### AMÖ-Zertifikat
Die Zertifizierung nach Qualitätsmanagementnorm ISO 9001, das beispielsweise vom TÜV verliehen wird, weist schon auf ein stabiles und umfassendes Qualitätsmanagement in den Umzugsunternehmen hin. Zusätzlich vergibt der Bundesverband an seine Mitglieder jährlich das AMÖ-Zertifikat – das rollende Känguru, wo sich die Teilnehmer bei einer Gruppen-Qualitätsprüfung durch eine Zertifizierungsstelle einer Prüfung unterziehen, dessen Ergebnisse auf der kosten- und werbefreie AMÖ-Umzugsplattform veröffentlicht werden. Im Jahre 2021 erhielten dieses Zertifikat bspw. 630 der Umzugsunternehmen, was auf den hohen Standard in dieser Branche hinweist und Verbrauchern die Sicherheit einer qualitativen und stressfreien Umzugsdienstleistung gewährleisten soll.